# Sedmerovec
Sedmerovec é um município da Eslováquia, situado no distrito de Ilava, na região de Trenčín. Tem 6,01 km² de área e sua população em 2018 foi estimada em 422 habitantes.

## Demografia
| Ano:        | 1994 | 2004   | 2014   | 2024   |
| ----------- | ---- | ------ | ------ | ------ |
| Broj ljudi: | 403  | 410    | 428    | 419    |
| Razlika:    |      | +1,73% | +4,39% | -2,10% |

| Ano:               | 2023 | 2024   |
| ------------------ | ---- | ------ |
| Número de pessoas: | 424  | 419    |
| Diferença:         |      | -1,17% |